# Same as It Never Was
Same as It Never Was – album studyjny brytyjskiego zespołu The Herbaliser, wydany 26 maja 2008 roku w Niemczech nakładem wytwórni !K7 Records jako CD oraz winylowa (2LP).

## Album

### Historia
Same as It Never Was był pierwszym albumem The Herbaliser, nagranym dla wytwórni !K7 Records. Członkowie zespołu, Ollie Teeba i Jake Wherry postanowili do jego realizacji użyć, obok instrumentów elektrycznych, również instrumentów dętych blaszanych, dętych drewnianych i perkusyjnych. Zaprosili w tym celu do studia szereg muzyków, w tym: saksofonistę Chrisa Bowdena, basistę Pina Palladino, multiinstrumentalistę Andrew Rossa i wokalistkę Jessicę Darling, która pojawiła się w pięciu z dwunastu utworów albumu.

### Lista utworów
| 1.  | Same As It Never Was             | 3:39  |
|     |                                  |       |
| 2.  | On Your Knees                    | 4:12  |
|     |                                  |       |
| 3.  | Just Won't Stop                  | 3:24  |
|     |                                  |       |
| 4.  | The Next Spot                    | 5:33  |
|     |                                  |       |
| 5.  | Can't Help This Feeling          | 3:22  |
|     |                                  |       |
| 6.  | Amores Bongo                     | 4:10  |
|     |                                  |       |
| 7.  | Street Karma (A Cautionary Tale) | 3:39  |
|     |                                  |       |
| 8.  | You're Not All That              | 4:35  |
|     |                                  |       |
| 9.  | Blackwater Drive                 | 4:57  |
|     |                                  |       |
| 10. | Game Set and Match               | 4:14  |
|     |                                  |       |
| 11. | Clap Your Hands                  | 3:18  |
|     |                                  |       |
| 12. | Stranded on Earth                | 6:44  |
|     |                                  |       |
|     |                                  | 51:47 |
|     |                                  |       |

| A1.  | Same As It Never Was             | 3:39  |
|      |                                  |       |
| A2.  | On Your Knees                    | 4:12  |
|      |                                  |       |
| A3.  | Just Won't Stop                  | 3:24  |
|      |                                  |       |
| B4.  | The Next Spot                    | 5:33  |
|      |                                  |       |
| B5.  | Can't Help This Feeling          | 3:22  |
|      |                                  |       |
| B6.  | Amores Bongo                     | 4:10  |
|      |                                  |       |
| C7.  | Street Karma (A Cautionary Tale) | 3:39  |
|      |                                  |       |
| C8.  | You're Not All That              | 4:35  |
|      |                                  |       |
| C9.  | Blackwater Drive                 | 6:44  |
|      |                                  |       |
| D10. | Game Set and Match               | 4:14  |
|      |                                  |       |
| D11. | Clap Your Hands                  | 3:18  |
|      |                                  |       |
| D12. | Stranded on Earth                | 6:44  |
|      |                                  |       |
|      |                                  | 53:34 |
|      |                                  |       |

### Muzycy
- Ollie Teeba – programowanie perkusji, scratching, śpiew
- Jake Wherry – programowanie, śpiew, syntezator (Arp Odyssey, Moog Bass), gitara prowadząca, gitara rytmiczna
- Chris Bowden – saksofon altowy
- Matt Coleman – puzon
- Jessica Darling – śpiew
- Nigel Laybourne – gitara basowa
- Ralph Lamb – trąbka, skrzydłówka, śpiew
- Ollie Parfitt – klawinet, organy, pianino elektryczne, śpiew
- Mickey Moody Jr – perkusja, śpiew
- Pino Palladino – gitara basowa
- Adam Phillips – gitara rytmiczna
- Simon Picton – gitara rytmiczna, śpiew
- Carsten Skov – instrumenty perkusyjne, wibrafon
- Andrew Ross – flet, saksofon barytonowy, saksofon tenorowy, melodyka
- More Or Les, Nigel Laybourne, Pete Wood – śpiew

### Pozostałe informacje
- Jenny Trattles – grafika
- Ollie Teeba – design, pomysł designu
- Barney Trattles – design, pomysł designu, ilustracja
- Stuart Hawkes – mastering
- No Sleep Nigel – miksowanie
- Jake Wherry, Ollie Teeba – produkcja

## Odbiór

### Opinie krytyków
| Oceny łączne      | Oceny łączne |
| Publikacja        | Ocena        |
| ----------------- | ------------ |
| Album of the Year | 69/100       |
| Recenzje          |              |
| Publikacja        | Ocena        |
| AllMusic          | [ 3 ]        |
| laut.de           | [ 6 ]        |
| Pitchfork         | 6.5/10       |
| PopMatters        | 8/10         |
| RapReviews.com    | 9/10         |
| XLR8R             | 7/10         |

Album otrzymał średnią ocenę 69 na 100 na podstawie 4 recenzji krytycznych w zestawieniu Album of the Year.
Emilee Woods z RapReviews.com jest zdania, że The Herbaliser „udowadniają swoją różnorodność, oferując szeroki wachlarz stylów, od prostego hip-hopowego kopania pętli po klasyczny funk i soul”. Pomimo zróżnicowania gatunkowego „albumowi udaje się zachować spójność, co jest świadectwem kunsztu grupy”. Album jest „trudny do skategoryzowania, ale łatwy do oceny” (9/10).
Alan Ranta z magazynu PopMatters jest przekonany, że „Same as It Never Was jest ich [The Herbalise] bezdyskusyjnie najlepszą płytą od początku do końca. Całkowicie przeszli samych siebie. Chylę czoła przed wami, drodzy panowie i Madame”.
Dani Fromm z laut.de wyraża podziw dla umiejętności muzyków The Herbaliser, którzy „tak umiejętnie poruszają sterami”. Ich instrumentacje ocenił jako „szczegółowe, wielowarstwowe, sprytnie skomponowane, a zarazem niezwykle zróżnicowane”, zaś cały album jako „głęboko zakorzeniony w żyznej glebie soulu i funku, w naturalny, bez wysiłkowy i płynny sposób budujący pomost pomiędzy wczoraj i dziś, co ostatecznie prowadzi do imponującego rozkwitu obecnej sztuki hiphopowej” dając wydawnictwu 4 gwiazdki z 5.
„Przeskakując od downtempo i hip-hopu do jazzu i soulu, The Herbaliser pozostał świeży” i „wciąż ma siłę przebicia” – uważa Scott Thill z magazynu XLR8R.
Nate Patrin z magazynu Pitchfork podkreśla wkład Jessiki Darling, która „nadaje albumowi wiele z jego charakteru” „śpiewając trochę jak weteranka R&B z południa Stanów Zjednoczonych po pięćdziesiątce”. Zespół określa jako „weteranów trip-hopu, którzy kontynuują swoje przejście od sampli do żywych instrumentów i teraz wygodnie odnajdują się w mieszance «nu-Swingin' London retro-soul»”.
John Bush z AllMusic nie ma wątpliwości co do „zdolności The Herbaliser do przekazania dokładnie tego, co próbują zrobić”, ale „pomimo doskonałej gry i dobrych cech wokalnych (kiedy się pojawiają), pisanie piosenek i dobór materiału sprawiają, że ta płyta jest gorsza od zwykłego poziomu The Herbaliser”.

### Listy tygodniowe
| Kraj            | Lista           | Pozycja |
| --------------- | --------------- | ------- |
| Francja         | SNEP            | 77      |
| Wielka Brytania | UK Dance Albums | 31      |